# 吕叶
吕叶（1970年3月—），男，湖南人，中国现代诗人，1976年—1996年成长于湖南衡阳，1997年至今浪迹于湖南省会长沙二环以外，游离于文化与商业之间，为湖南泊客传媒创始人。。

## 簡介
20世纪80年代末开始诗歌写作，坚持独立的“个性写作”，少有作品发表，后经梳理主要写作阶段与主要作品有《青铜时代——生命系列组诗》、《面具时代——存在系列组诗》、《寓言时代——城市寓言系列组诗》、《灵性时代——阳光行动系列组诗》、《虚空时代——沉寂系列组诗》等，其诗歌作品集《我时代：吕叶1990—2010》于2012年出版。20世纪80年代末开始参与中国民间诗刊的编辑出版，先后主持编辑油印文学刊物《透明色》、四开胶印诗报《现代诗方阵》（只出一期）、对开大型民间先锋诗报《锋刃》第一期、胶印大型民间先锋诗刊《锋刃》第二期、第三期，大型民间诗歌研究资料《诗镜》（只出两期，与四川《诗研究》合刊），其中1992年—1994年连续出刊三期的《锋刃》推出并留存了大量极具学术研究价值的诗歌文本，对20世纪中国民间诗刊的发展具有里程碑价值，是20世纪最具影响的中国民间诗刊之一。《锋刃》已于2011年复刊，2013年独立出版包括吴德彦（彦龙）、孙文、哑石、史幼波、朱杰、唐朝晖、孙磊、李龙炳、吕叶、楚子在内的“《锋刃》20周年纪念文集”共计10本。
九十年代初起参与中国民间诗歌运动，2000年8月在中国南岳衡山策划主持“90年代汉语诗歌论坛”（史称“2000衡山诗会”），对90年代汉语诗歌写作进行了广泛深入的研究与探讨，为汉语诗歌写作贡献了大量的学术研究资料，其自由与开放性开创了民间诗歌运动的全新模式；十年之后的2010年8月，再次在中国南岳衡山发起实施更大规模的“2010衡山诗会”，其独有的包容性、其跨区域跨群体跨流派的开阔视野，真实地而有效地展示域还原了多元文化境遇下的的中国诗歌原始生态；“2010衡山诗会”以大量的诗歌学术发言对新世纪十年的诗歌写作进行了整体梳理；诗会坚持纯粹的非官方、非商业的民间立场，同时首次将公益精神与诗歌义工正式引入诗歌活动，为中国民间诗歌运动导入全新的运作模式；2008年、2009年、2010年连续三年与广子、梦亦非等发起并策划实施了“70后诗歌论坛”。
2000年应邀策划中国南岳寿文化节，第一次明确了南岳衡山“中华寿岳”之品牌定位。
2009年5月在南岳广济禅寺策划发起“中国南岳禅意人生修炼营”系列活动，开启了以佛教为教育工具、以寺庙为教育平台、以义工为运营团队的中国传统文化传承教育与大力传播入世济世精神的全新运营模式，该活动由广济禅寺宗显法师任首席导师，每月举办一期，每期参与营员30人，迄今已经连续举办70余期，其影响力日益强大。
2012年12月发起湖南诗歌公益平台“湘诗会”。